# Кардоноа
Кардоноа (фр. Cardonnois) насеље је и општина у североисточној Француској у региону Пикардија, у департману Сома која припада префектури Мондидје.
По подацима из 2011. године у општини је живело 102 становника, а густина насељености је износила 43,04 становника/km². Општина се простире на површини од 2,37 km². Налази се на средњој надморској висини од 116 метара (максималној 135 m, а минималној 72 m).

## Демографија
| 1962. | 1968. | 1975. | 1982. | 1990. | 1999. | 2011. |
| ----- | ----- | ----- | ----- | ----- | ----- | ----- |
| 13    | 32    | 38    | 37    | 41    | 50    | 102   |

График промене броја становника у току последњих година